# Vitali Manski
Vitali Vsévolodovich Manski (en ruso: Виталий Всеволодович Манский, en ucraniano: Віталій Всеволодович Манський; 2 de diciembre de 1963, Leópolis, República Socialista Soviética de Ucrania, Unión Soviética) es un director de cine y documentalista ruso-letón. Es el fundador de un festival de cine documental, ArtDocFest, y ha residido en Riga, Letonia, desde 2014. Artdocfest colabora desde entonces con el Festival Internacional de Cine de Riga.

## Filmografía

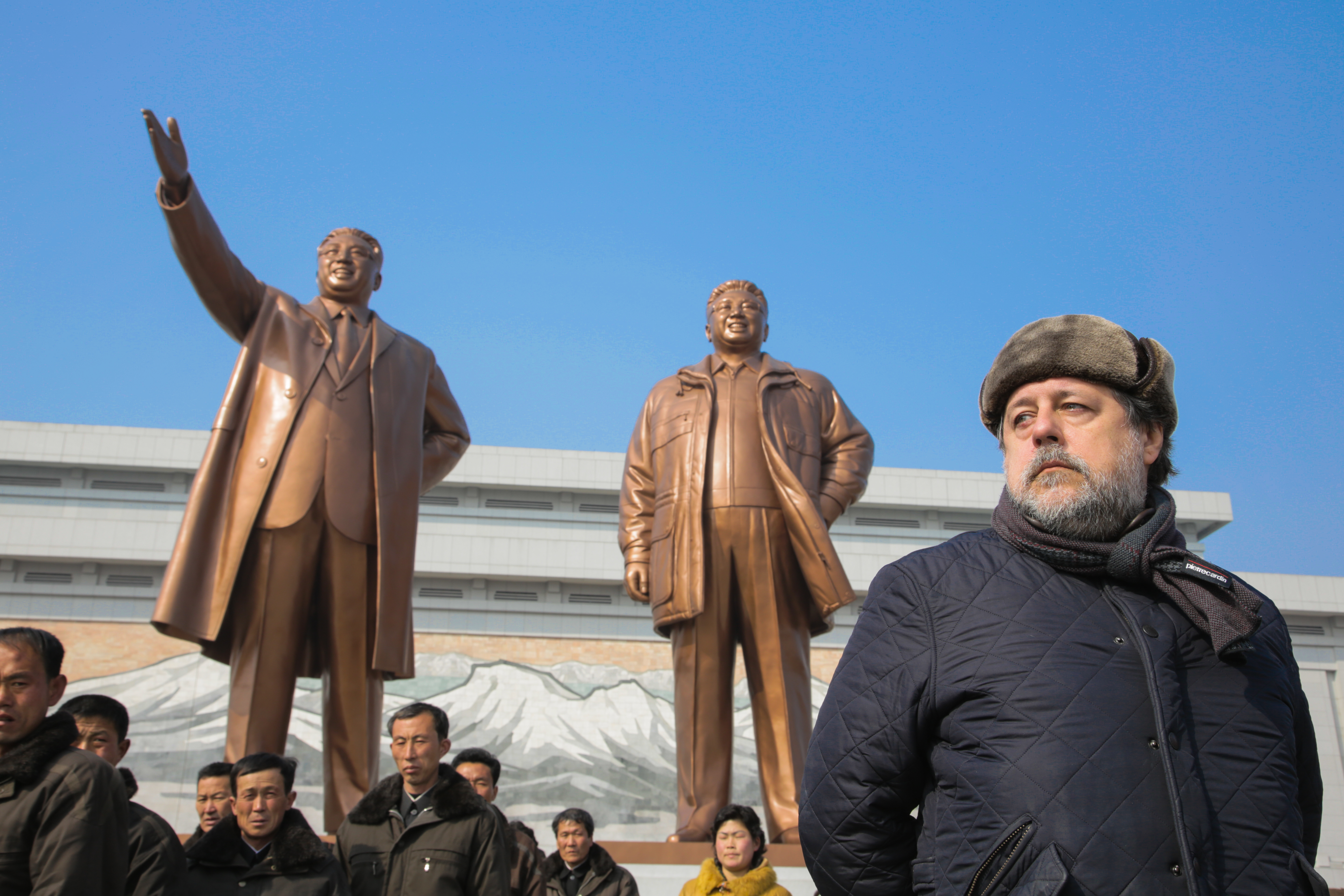
Mansky en Corea del Norte filmando Under the Sun

- Vladimir & Oksana in Love Country (2022, TV series)
- Gorbachev. Heaven (2020)
- Putin's Witnesses (Свидетели Путина, Putina liecinieki, Svědkové Putinovi) 2018
- Rodnye (Close Relations) 2016
- Under the Sun (В лучах солнца; V paprscích slunce) 2015[3][4]
- Pipeline (Tруба; Die Trasse) 2013
- Pattria o Muerte / Motherland or Death 2011
- Gagarin's Pioneers (Our Motherland) 2006
- Anatomiya TATU (Anatomy of t.A.T.u.) 2003
- Etyudy O Lyubvi (1994)
- Srezki Ocherednoy Voyny (1993)
- Yevreyskoe Schaste (1991)